# Charadrius bicinctus
Charadrius bicinctus là một loài chim trong họ Charadriidae.
Có 2 phân loài được công nhận: phân loài chỉ định Charadrius bicinctus bicinctus, sinh sản khắp New Zealand, bao gồm quần đảo Chatham, và Charadrius bicinctus exilis, sinh sản ở quần đảo Auckland cận Nam Cực của New Zealand.
Các quần thể chim ở phương Bắc thường được tìm thấy sinh sống ở các bãi biển cát và hố cát cũng như một số ít cặp sống ở các bờ biển ở các bến cảng, số ít tìm thấy trên các bãi sỏi và các điểm làm tổ thường được tìm thấy tập trung xung quanh các cửa suối. Trong thời kỳ sinh sản, chim trống tạo ra nhiều tổ được xây dựng trên các mảng cát hơi cao hoặc trên vỏ sò và đôi khi trong các cây đệm, tất cả đều được lót bằng các vật liệu khác nhau lấy từ gần đó. Loài chim này được tìm thấy ở các vùng phía nam của New Zealand, chẳng hạn như Đảo Stewart, thích sinh sản trên các khu vực núi cao và đá nhỏ không được bảo vệ nhưng trở nên ven biển trong những tháng không sinh sản, nơi chúng kiếm ăn xung quanh các khu vực bãi biển. Các con sông phân dòng cũng là một môi trường sống lý tưởng được ưa thích bởi nhiều con cá đuôi ngựa quanh khu vực Canterbury. 

## Hình ảnh

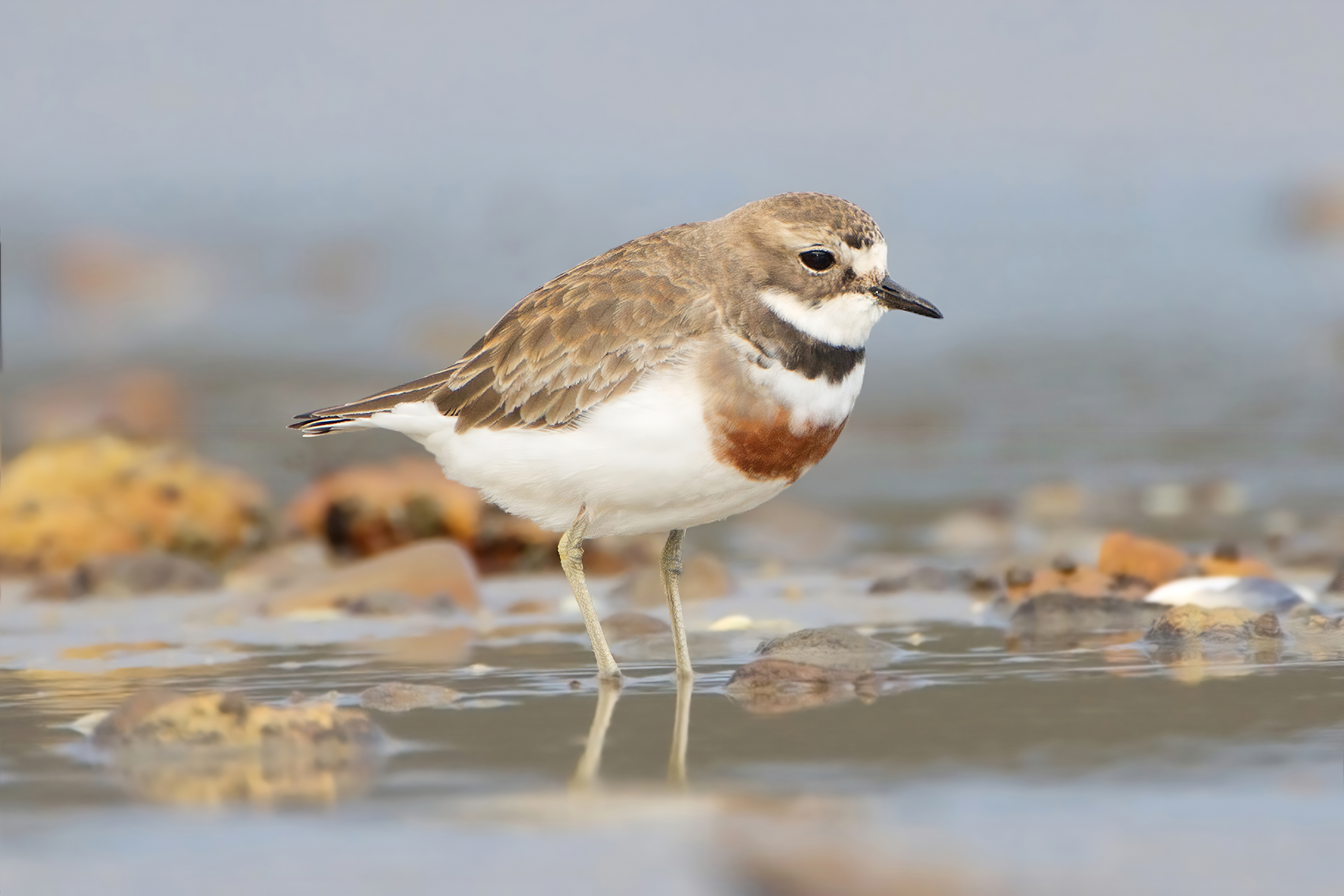
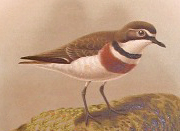